# Вильямсбургский мост
Вильямсбу́ргский мост, мост Виллиамсбург (англ. Williamsburg Bridge) — мост через пролив Ист-Ривер в Нью-Йорке. Он соединяет районы Нью-Йорка — Манхэттен и Бруклин (округ Уильямсберг). Проектирование данного моста, второго через пролив Ист-Ривер, началось в 1896 году. Открыт мост 19 декабря 1903 года.
Конструкция Вильямсбургского моста выполнена по типу «висячий мост». Длина основного пролёта — 488 м, общая длина моста — 2227 м, ширина моста — 36 м. По мосту проходят маршруты J, M и Z Нью-Йоркского метро.

## Конструкция
Мост имеет несколько необычную конструкцию: основные тросы висят традиционно, но фермы центральных пролётов поддерживаются непосредственно главным тросом, висящим сбоку от них — без использования вертикальных тросов. Общая длина моста 2227 м, длина основного пролёта 488 м. Ширина моста 36 м. Высота основного пролёта над водой 41 метр, высота пилонов 102 метра.
Мост является бесплатным для проезда автомобилей.
Вильямсбургский и Манхэттенский мосты являются единственными автомобильными висячими мостами с железнодорожным движением в Нью-Йорке. Кроме линий метро, ранее на мосту пролегали два трамвайных пути.

## История
Сооружение второго по счёту моста через Ист-Ривер началось в 1896 году под руководством главного инженера проекта Лефферта Бака, архитектора Генри Хорнбостела и инженера Хольтона Робинсона. Строительство было завершено 19 декабря 1903 года и обошлось в $24 200 000.. Во время строительства Вильямсбургский мост стал первым в списке самых длинных висячих мостов. Первенство было потеряно после окончания строительства моста Медвежья Гора в 1924 году.
Мост соединил Гранд-стрит в Бруклине с Бродвеем в Манхэттене. Ранее это была паромная переправа, которая, не выдержав конкуренции, перестала функционировать к 1908 году.
16 июня 1908 года по мосту началось движение поездов метро компании «Brooklyn Rapid Transit».
12 апреля 1988 года на мосту было закрыто автомобильное движение и движение поездов метро для ремонта моста после обнаружения коррозии на горизонтальной балке. В 1990-е годы стальная лестница на стороне Манхэттена и крутой склон на стороне Бруклина были реконструированы для доступа маломобильных групп граждан. Также в 1990-х была открыта велодорожка, сделавшая Вильямсбургский мост мостом с самым плотным велосипедным движением в Северной Америке.
22 июня 2003 отмечалась столетняя годовщина моста: на площади Континентальной Армии собрались музыканты и уличные торговцы, были организованы выставки с предметами истории моста. Почётные гости промаршировали по мосту, неся 45-звёздный американский флаг, с которым играли строители в игру «захват флага» после закрепления последнего троса в июне 1902 года. Компанией Domino Sugar был испечён специальный торт размером с грузовик.

## Галерея

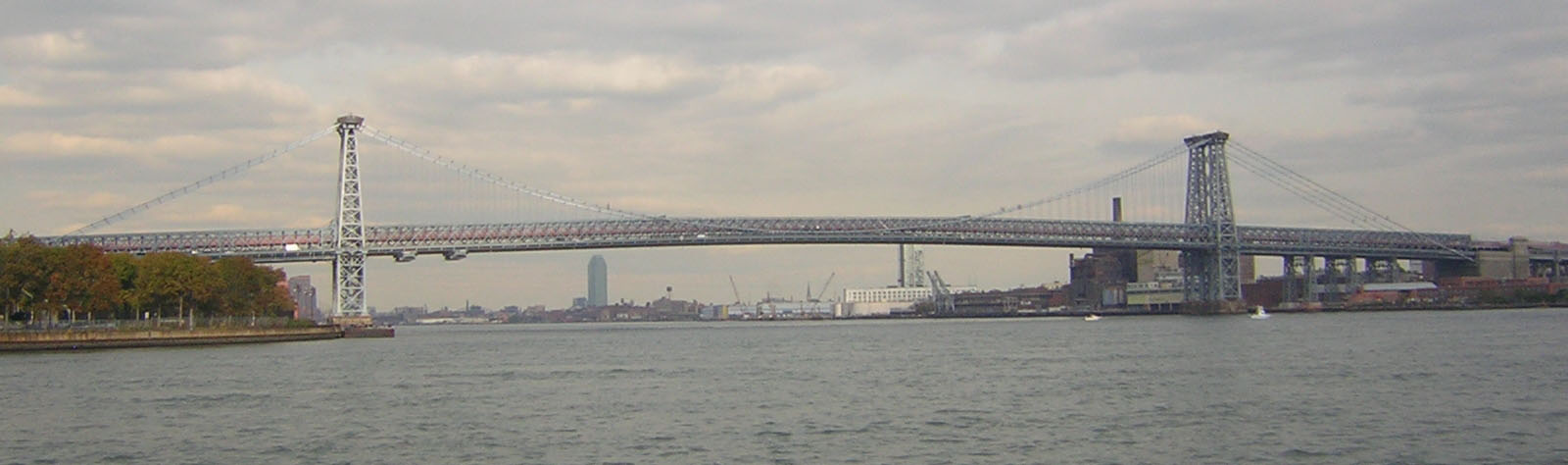
Вильямсбургский мост, вид с залива.

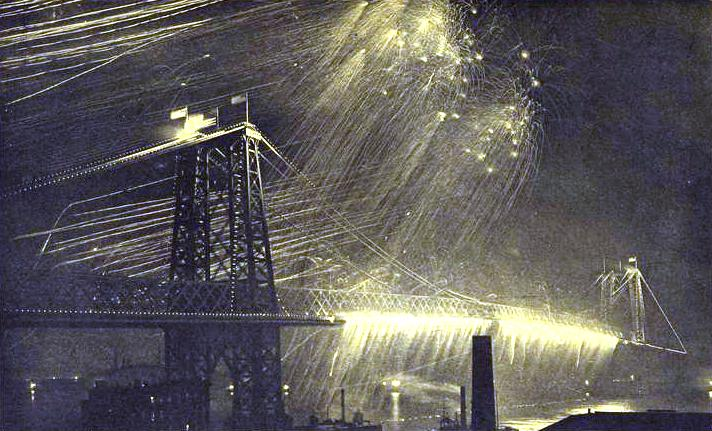
Фейерверк в день открытия, 1903 год
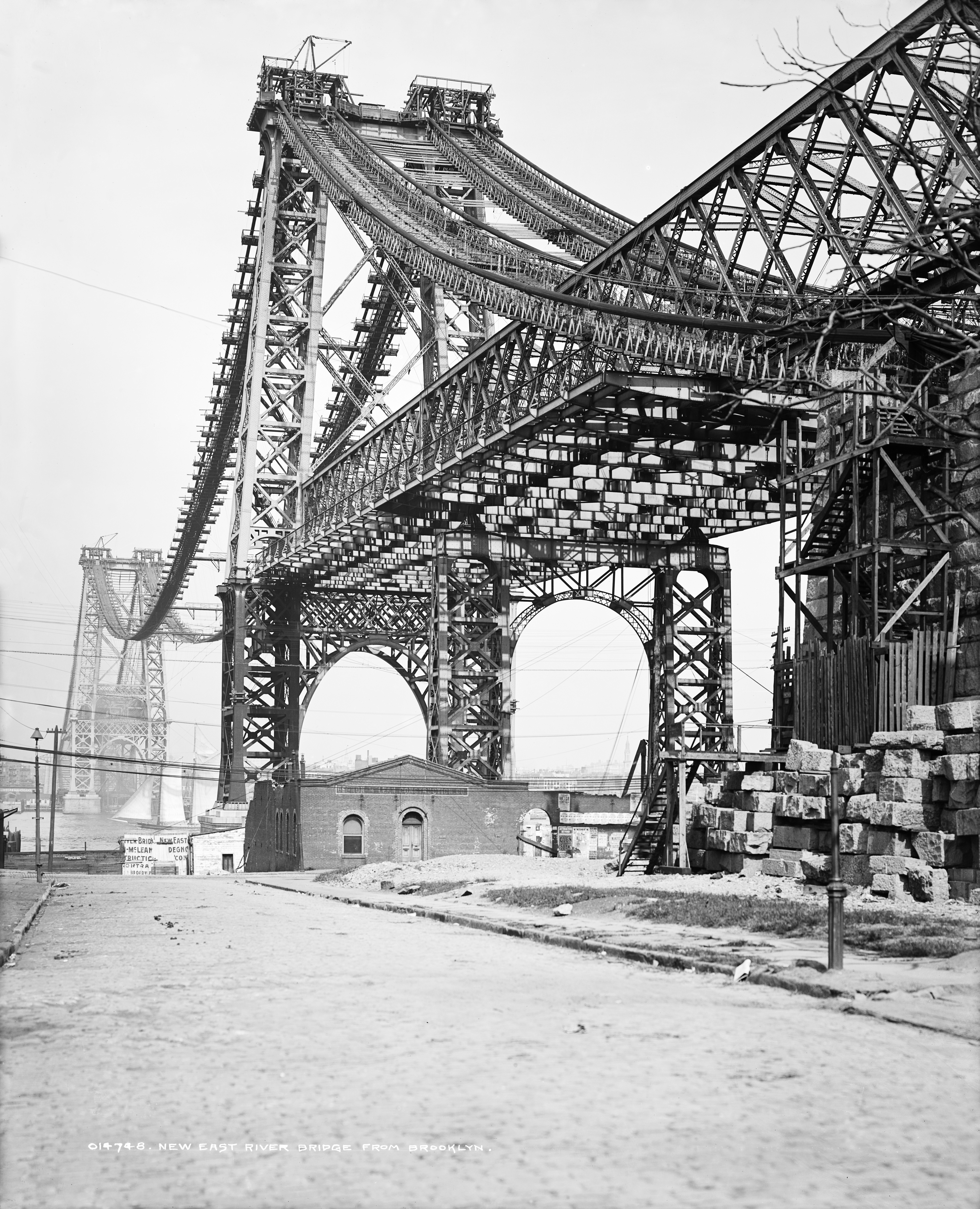
Строительство моста, вид со стороны Бруклина
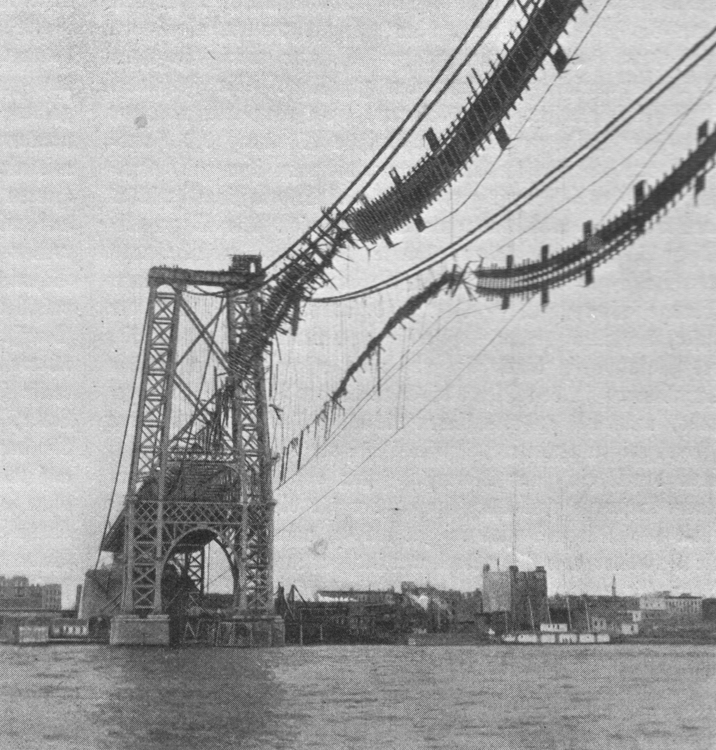
Повреждения после пожара при строительстве, 1902 год
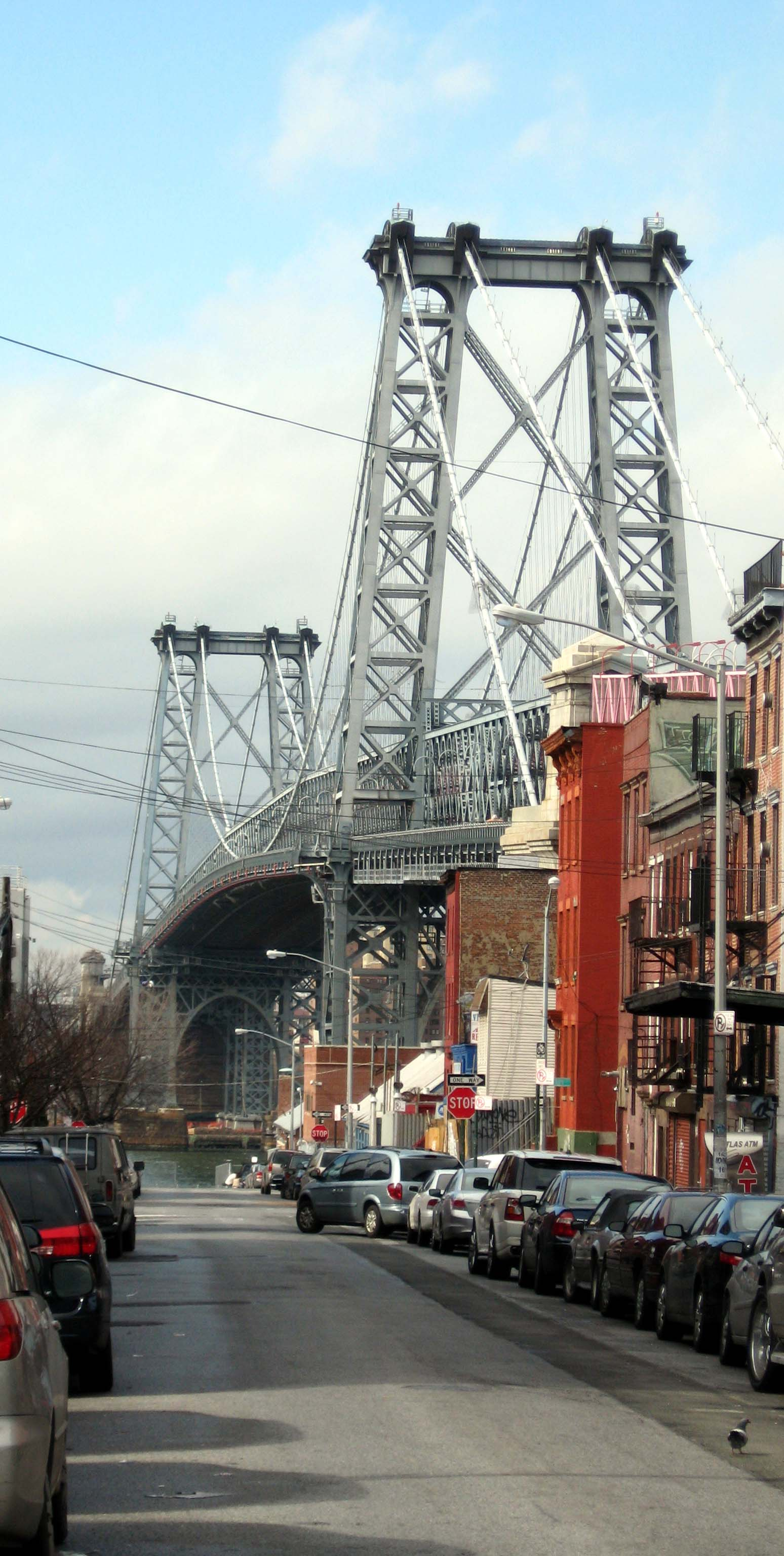
Вид с 6-й Южной улицы, Бруклин
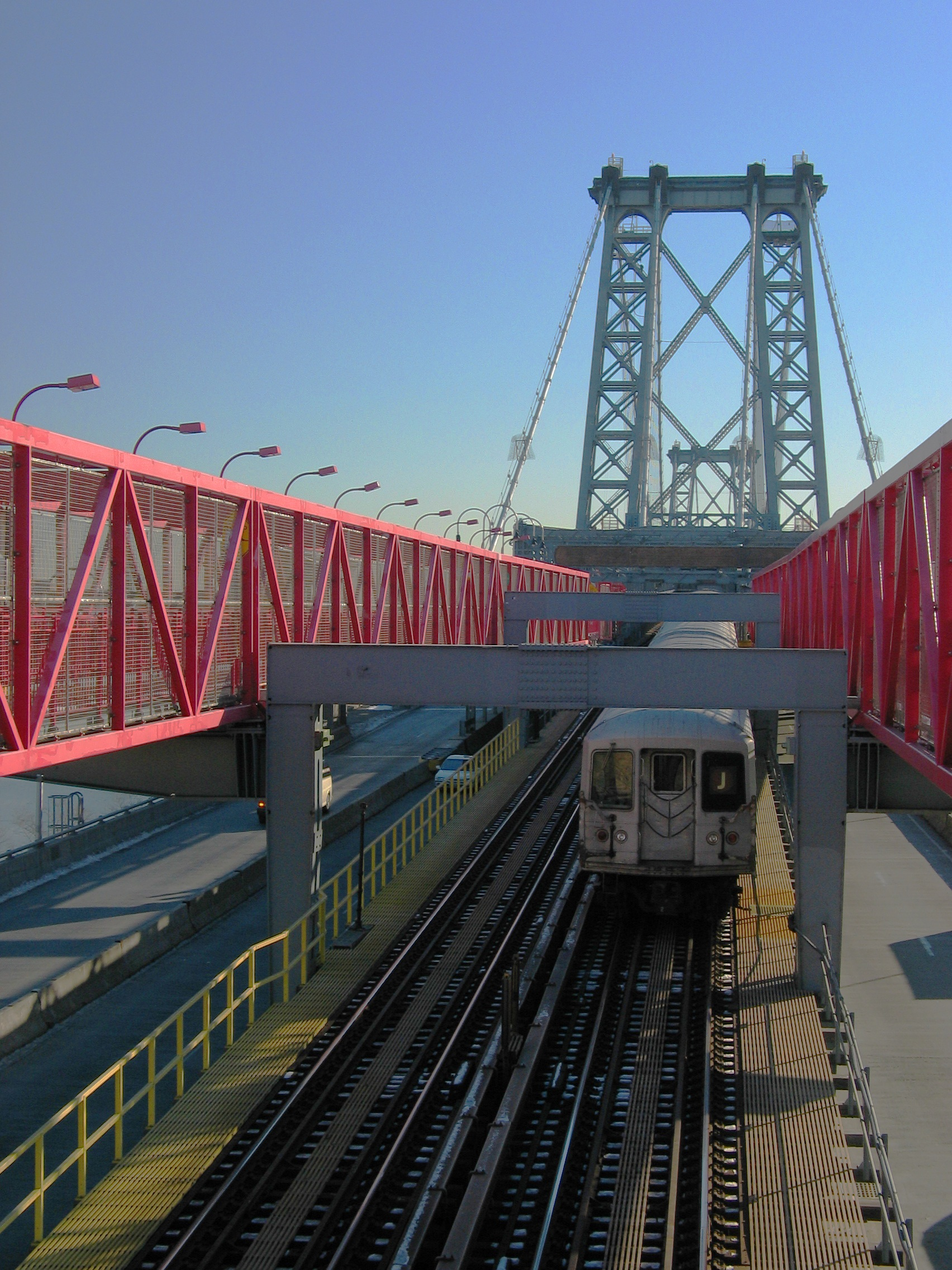
Поезд маршрута J Нью-Йоркского метрополитена на Вильямсбургском мосту
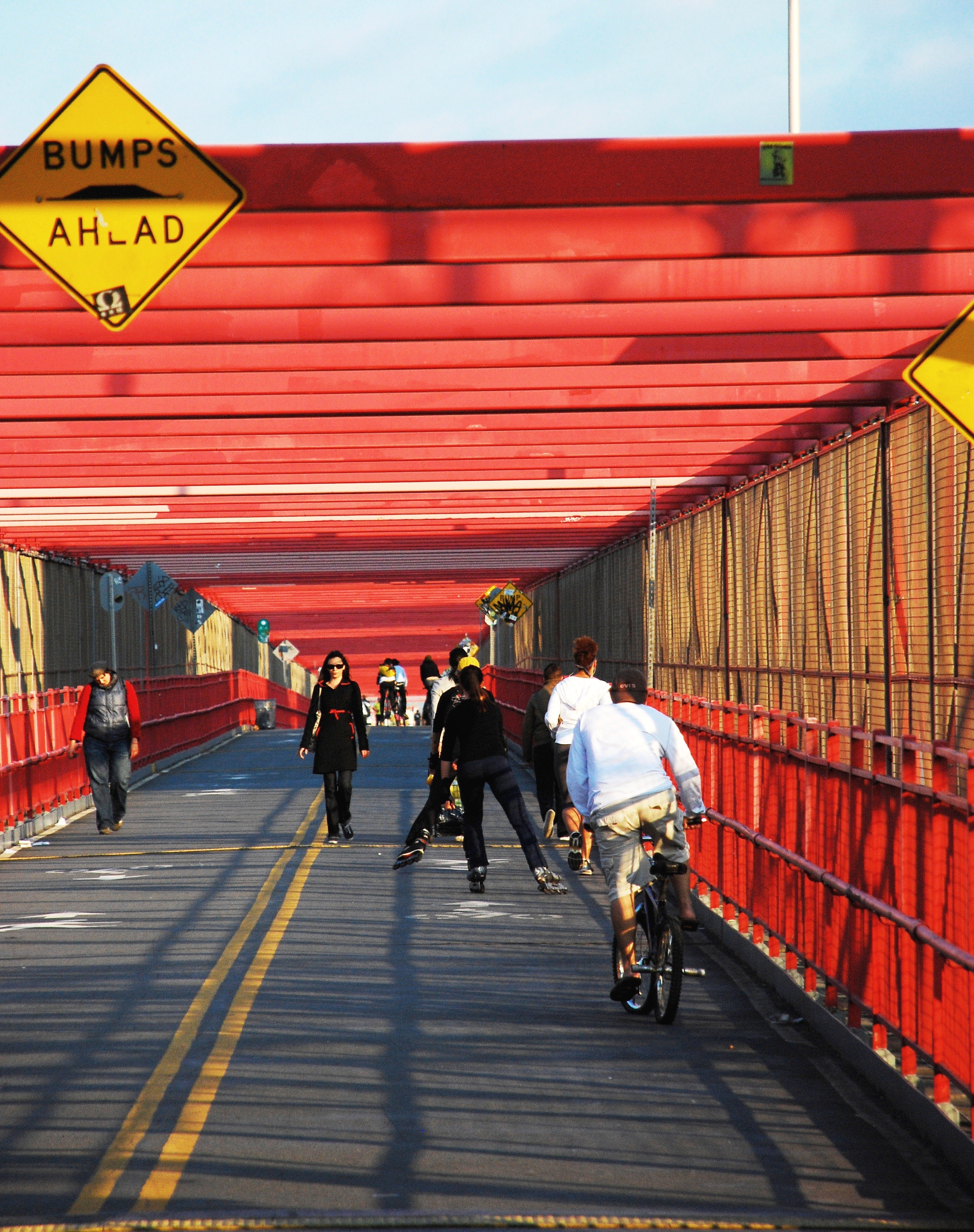
Пешеходная и велодорожка на Вильямсбургском мосту